# Фридрих III Шенк фон Лимпург
Фридрих III Шенк фон Лимпург (на немски: Friedrich III Schenk von Limpurg; † 7 ноември или 8 ноември 1414) е шенк на Лимпург.

## Биография
Той е син на Конрад II Шенк фон Лимпург († 1376) и съпругата му Ида/Ита фон Вайнсберг († сл. 1398), дъщеря на граф Енгелхард VII фон Вайнсберг († 1377) и Хедвиг фон Ербах-Ербах († сл. 1345). Внук е на Фридрих II Шенк фон Лимпург († 1333) и Мехтилд фон Рехберг († 1336). Сестра му Мехтилд фон Лимпург († 1441) се омъжва 1382 г. за граф Рудолф II фон Зулц († 1431).
Фридрих III Шенк се жени 1394 г. за Елизабет фон Хоенлое-Шпекфелд († 1445, погребана в Комбург), дъщеря на Готфрид III фон Хоенлое-Уфенхайм-Ентзе († ок. 1387) и графиня Анна фон Хенеберг-Шлойзинген († сл. 1388). Съпругата му Анна наследява брат си Йохан фон Хоенлое-Шпекфелд († 24 октомври 1412), господар на Шпекфелд, заедно със сестра си Анна фон Хоенлое-Уфенхайм-Ентзе († 1392), омъжена пр. 8 август 1392 г. за граф Леонхард фон Кастел († 1426).
Фридрих III Шенк умира на 8 ноември 1414 г. и е погребан в Комбург.

## Деца
Фридрих III Шенк и Елизабет имат 11 деца:
- Ита фон Лимпург (* ок. 1395? – ?)
- Конрад IV Шенк фон Лимпург (* 1396; † 2 юни 1482), женен на 20 септември 1439 г. в Ипхофен за графиня Клара фон Монфорт-Тетнанг († 1440)
- Фридрих (IV) фон Лимпург (* 15 май 1397; † 14 февруари 1416, Вюрцбург)
- Йохан фон Лимпург (* 21 септември 1398; † пр. 1431)
- Албрехт II фон Лимпург (* 26 януари 1400?; † 10 май 1449, Майнц)
- Фридрих IV фон Лимпург (* 20 март 1401; † 23/24 май 1474), господар на Шпекфелд-Оберзонтхайм, женен на 29 януари 1437 г. за Сузана фон Тирщайн († 24 май 1474), II. (1460) за Катарина фон Вертхайм
- Конрад VI фон Лимпург (* 18 октомври 1402; † 1435)
- Готфрид IV Шенк фон Лимпург (* 11 февруари 1403; † 1 април 1455, Вюрцбург), епископ на Вюрцбург (1443 – 1455)
- Георг фон Лимпург (* 1405?; † 15 август 1441)
- Елизабет фон Лимпург (* 1408 – ?), омъжена за граф Рудолф фон Монфорт
- Вилхелм фон Лимпург (* 23 май 1410; † 1 януари 1475)

От друга връзка (1394) той има един син:
- Клаус Бастард Шенк († сл. 1435)